# Robert-Havemann-Gymnasium
Das Robert-Havemann-Gymnasium ist ein allgemeinbildendes Gymnasium im Ortsteil Karow des Berliner Bezirks Pankow mit mathematisch-naturwissenschaftlichem Profil und offener Ganztagsbetreuung. Es wird von über 1000 Schülern der 7. bis 12. Klasse besucht und wurde nach dem DDR-Regimekritiker Robert Havemann benannt.

## Schulgebäude
Die Schule wurde 1991 als Robert-Havemann-Oberschule gegründet. Sie erhielt im Jahr 2000 einen 250 m langen Neubaukomplex mit modernen Klassen- und Fachräumen, einer vierteiligen Sporthalle, einem Beachvolleyballfeld, einer großen Aula, einer Astronomiestation, fünf Computerräumen, Internetanschluss in fast allen Unterrichtsräumen, mehreren interaktiven Whiteboards, einem vollausgebauten Kunst- und Musikbereich, einem Spiegelsaal, einer Theaterbühne, einer Schulbibliothek, Schließfächern, einer Lehrküche, einer Cafeteria mit Mittagessenversorgung und einem Biotop im Schulgarten.

## Leistungskurse, Fremdsprachen und Arbeitsgemeinschaften
Als Leistungskurse werden Bildende Kunst/Kunst, Biologie, Chemie, Deutsch, Englisch, Erdkunde, Geschichte, Mathematik, Philosophie, Physik, Politische Weltkunde angeboten. Neben Englisch können Spanisch, Französisch und Latein erlernt werden. Die Wahl einer dritten Fremdsprache aus diesem Angebot ist ebenfalls möglich. Folgende Arbeitsgemeinschaften können besucht werden: Foto; Keramik, Malerei, Basketball, Judo, Volleyball, Chor, Theater, Gitarrenspiel, Jugend debattiert, Schülerband, Aulatechnik, Schülerzeitung, Jugend forscht, Junge Poeten, Gruppe Courage.

## Schülerfirma energyEco
Bei dem Energiespar- und Klimaprojekt Köpfchen statt Kohle des Bezirks Pankow, an dem das Robert-Havemann-Gymnasium teilnahm, machten die Schüler auf Energieverschwendung an Schulen aufmerksam und schlugen individuelle und zielgerichtete Lösungen zur Verbesserung der Klimabilanz ihrer Schule vor. Die teilnehmenden Schüler qualifizierten sich 2017 als Junior-Energieberater. 2019 gründeten sie die Schüler-Aktiengesellschaft energyEco, mit der sie seitdem andere Schulen bei der Installation von Messnetzen und mit Workshops unterstützen, rund um die Themen Recycling, Energie-, Strom- und Wassereinsparung beraten sowie interessierte Schüler zu Junior-Energieexperten ausbilden.

## Schülerforschungszentrum
Im Mai 2023 wurde am Robert-Havemann-Gymnasium das Schülerforschungszentrum für Energie und Umwelt Pankow gegründet. Es soll die breit angelegte und erfolgreiche naturwissenschaftliche Arbeit des RHG auch Schülern und Pädagogen anbieten, die nicht diese Schule besuchen. Es bietet beispielsweise Fortbildungen im Bereich Energiesparen für Lehrkräfte der Grundschulen sowie der Sekundarstufen I und II. An den Schullaboren können neben den Schülern des Gymnasiums auch Kinder aus Grundschulen in der Region unter Anleitung naturwissenschaftliche Experimente durchführen. Damit sollen auch Schüler für die Ingenieurstudiengänge wie Elektrotechnik und Maschinenbau motiviert werden. Das SFZ wird seit 2024 finanziell von der Berliner Senatsverwaltung für Bildung, Jugend und Familie unterstützt.

## Auszeichnungen
Das Robert-Havemann-Gymnasium engagiert sich besonders im Umweltschutz und erhielt seit 2013 jährlich das Gütesiegel Berliner Klimaschule sowie 2017 und 2019 den Deutscher Klimapreis der Allianz Umweltstiftung. Die Schülerfirma energyEco gewann 2020 den Klimaschutzwettbewerb des Bündnisses Klimaschutzpartner Berlin und 2023 wurde der Fachbereich Naturwissenschaften mit dem Umweltpreis Die Goldene Kröte ausgezeichnet. Es wirkt mit seinen Klimaschutzaktivitäten bis ins europäische Ausland und begrüßte in seinem Energiezentrum bereits Schülergruppen aus Griechenland und Polen. Ein 17-jähriger Schüler des RHG, Amon Schumann, wurde 2022 für sein Forschungsprojekt „In 80 Tagen um die Welt – kleine Sonden auf großer Mission“ im US-Bundesstaat Georgia mit insgesamt sechs Auszeichnungen prämiert.

## Partnerschulen
Eine Kooperation besteht mit Partnerschulen in Ecuador, England, Frankreich, Griechenland und Japan, es bestehen zudem Schüleraustauschprojekte mit Frankreich, Japan, Norwegen und Spanien.